# Batalha de Borodino
A Batalha de Borodino (em russo:  Бородинское сражение, Borodinskoe srazhenie; em francês:  Bataille de la Moskova), foi uma batalha que teve lugar a 7 de setembro de 1812, foi a maior e mais sangrenta batalha, em apenas um dia, no decurso da Campanha da Rússia e em todo o período das Guerras Napoleónicas, envolvendo mais de 250 000 homens e com mais de 70 000 baixas. O exército imperial francês, a Grande Armée, sob o comando geral de Napoleão Bonaparte, atacou o Exército Imperial Russo, liderado pelo general Mikhail Kutuzov, perto da vila de Borodino, a oeste da cidade de Mojaisk, capturando as principais posições do campo-de-batalha, mas sendo malsucedido ao não conseguir destruir o exército russo, apesar no número elevado de baixas. Cerca de um terço das forças de Napoleão foram mortas ou feridas; do lado russo, as perdas também foram elevadas, mas estas puderam ser substituídas no decorrer da campanha pelas milícias que se encontravam junto do exército russo e por forças de reserva.
A batalha terminou com a retirada das forças russas. O estado de exaustão das tropas francesas e a falta de informações sobre a situação dos soldados russos, levou Napoleão a decidir-se por manter os seus homens no campo-de-batalha em vez de efectuar uma perseguição ao inimigo a exemplo do que havia feito em campanhas anteriores. Contudo, toda a  Guarda Imperial de Napoleão encontrava-se disponível mas, ao recusar a sua mobilização, o Imperador francês talvez tenha perdido  uma oportunidade de destruir o exército russo. A Batalha de Borodino foi um ponto de viragem na campanha pois representou a última acção ofensiva de Napoleão na Rússia. Ao retirar-se, o exército russo conservou a sua força de combate, forçando Napoleão a sair do país.
Os relatórios da batalha diferem significativamente consoante o lado combatente. Mesmo dentro dos próprios exércitos, a descrição dos factos pelos oficiais superiores são diferentes, ocasionando relatórios contraditórios e discussões sobre o papel individual de cada participante.

## Contexto
Em 1812, a aliança franco-russa foi quebrada pelo czar Alexandre I, que rompeu o bloqueio continental contra os ingleses. Como represália, Napoleão Bonaparte resolveu invadir a Rússia, mas com expressivas baixas durante o percurso, traçou um plano para conduzir seu exército até Moscou, onde poderia obter um acordo de paz favorável à França, ou pelo menos reabastecer seus soldados com suprimentos e exaltar novamente os ânimos para prosseguir o combate contra as numerosas tropas formadas pelo czar que estavam espalhadas em centros de treinamento no interior da Rússia. 
O alto comando russo, optou ao início da campanha pela tática de “terra arrasada”, visando atrair o exército napoleônico para o interior do território, fazendo com que a extensão das linhas de suprimento viesse a fragilizar a logística das forças francesas, de modo a possibilitar o êxito defensivo.
A tática de terra arrasada porém não era uma unanimidade entre os generais russos. Após uma batalha de menor escala seguida da retirada russa da cidade de Smolensk, a pressão da nobreza levou o czar Alexandre I a destituir o general Barclay de Tolly, substituindo-o pelo veterano general Mikhail Kutuzov no comando do exército imperial.
Embora na prática Kutuzov mantivesse a tática anterior, não afigurava-se aceitável a rendição de Moscou sem combate, havendo por fim um consenso entre os oficiais generais que integravam o alto comando. 

## Posições defensivas
Disposto a evitar a captura de Moscou, general Mikhail Kutuzov posicionou suas forças, compostas por cerca de 155 mil homens e 640 peças de artilharia, junto à estrada de Smolensk, próximo à vila de Borodino, a cerca de 150 km da antiga capital do império.
O grande exército napoleônico alcançou a região dividido em três colunas, tendo o centro comandado pelo general Joaquim Murat, com a guarda imperial, três corpos de cavalaria do general Grouchy e três corpos de infantaria dos generais Michel Ney, Davoult e Jean-Andoche Junot;  na ala esquerda, o exército do vice-rei Eugênio de Beauharnais e  na ala direita, pela antiga estrada de Smolensk as forças polonesas sob comando do tenente-general Jozef Poniatowski.
Embora o campo de Borodino fosse demasiado aberto e tivesse poucos obstáculos naturais para proteger o centro russo e o flanco direito, foi escolhido pelo alto comando russo devido à proteção proporcionada pelo Rio Kolocha, e por tratar-se de um entroncamento das duas estradas que ligavam Smolensk a Moscou (a nova e a antiga).
Kutuzov reforçou a linha com terraplenagem abrigando grupos de artilharia num platô denominado “Grande Reduto” no centro-direita da linha, outro reduto ao centro próximo a vila de Semenovskaya (denominado reduto Raevsky) e três outros redutos abertos, em forma de flecha (denominados “flechas de Bagration”) à esquerda.
As forças russas estavam distribuídas em dois exércitos, sendo o 1º exército comandado pelo general Barclay de Tolly defendendo o centro e a ala direita, contando com quatro corpos de infantaria dos tenente-generais von Baggovult, Dokturov, Wittgenstein e Ostermann-Tolstoi; três corpos de cavalaria dos generais Pahlen, Sivers e Korf, além da guarda imperial sob comando do grão-duque Constantino e mais dois corpos de reserva da cavalaria dos generais Platov e Uvarov.  O 2º exército defendia a ala esquerda, comandado pelo príncipe Pyotr Bagration, contando com três divisões dos tenentes-generais Raevsky, Borozdin e Tutchkov, além de milicianos e voluntários. 

## Reduto de Schevardino
Os primeiros combates tiveram início a 5 de setembro, próximo a vila de Schevardino, onde a cavalaria do general Joaquim Murat entrou em combate contra um destacamento russo sob comando do conde Konovnitsyne. Em 6 de setembro, a aproximação do 4º Exército do príncipe Eugênio de Beauharnais que havia cruzado o rio Kolocha, obrigou os russos a recuarem para Semenovskaya.
A inesperada manobra do 4º exército francês e a queda do reduto de Shevardino derrubaram a formação russa, fragilizando sua posição defensiva no flanco esquerdo e neutralizando a artilharia posicionada pelo flanco direito. O general Mikhail Kutuzov  ordenou que as forças russas se reagrupassem, construindo uma posição improvisada em torno da vila de Utitsa, para a qual destacou seu chefe de estado maior, general von Bennigsen com o 3º corpo de infantaria do tenente-general Tutchkov e parte da reserva de artilharia.
O rápido remanejamento das forças russas do flanco direito para o esquerdo frustrou o plano de batalha francês e circunscreveu a luta a um mero embate frontal, sangrento e mortífero.

## As Flechas de Bagration

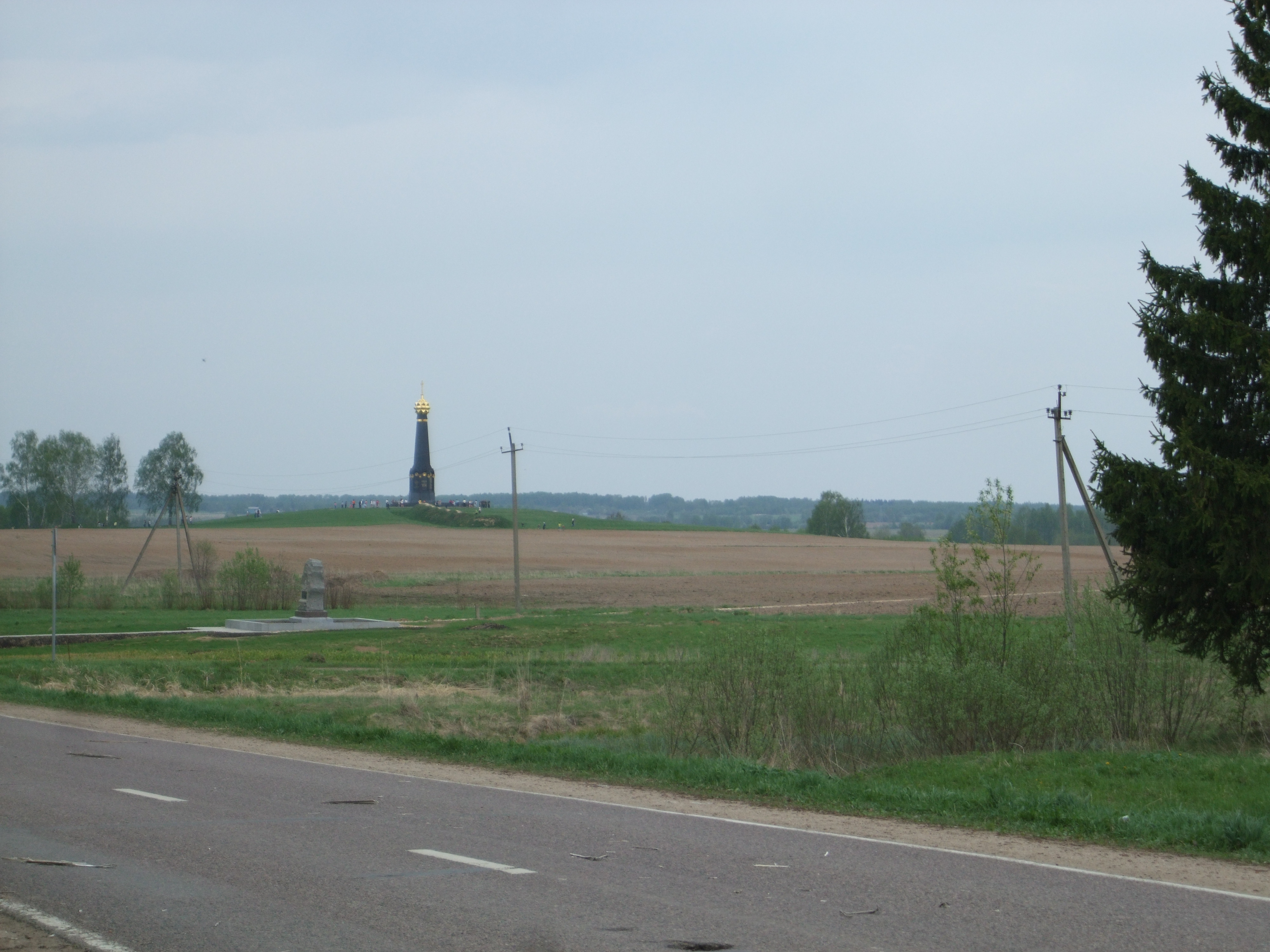
O campo da batalha em 2010

A Batalha de Borodino teve início às seis horas do dia 7 de setembro de 1812, com intenso fogo de artilharia francês sobre o centro russo. O general Davoult enviou a divisão do general Compans ao sul das flechas de Bagration, apoiado por outra divisão do general Dessaix, porém a primeira onda de ataque foi frustrada pelo fogo de barragem da artilharia russa.
Compans e Dessaix foram feridos, mas os franceses continuaram seu ataque. O general Davoult, que passara a liderar pessoalmente o ataque, chegou a ser dado como morto, quando seu cavalo foi atingido por fogo inimigo, provocando-lhe uma violenta queda. O general Rapp, enviado em seu socorro também acabou ferido.
As tropas de Davoult chegaram a ocupar as “flechas”, mas foram desalojadas por um contra-ataque liderado pelo príncipe Bagration. A cavalaria do general Joaquim Murat avançou sobre a posição. Apoiados por divisões dos generais Michel Ney e Jean-Andoche Junot, os franceses realizaram sete assaltos infrutíferos contra as “flechas”.
Num destes assaltos, por volta das 11 horas, o príncipe de Bagration foi atingido na perna por um estilhaço de artilharia, em decorrência do qual veio a falecer algumas semanas mais tarde. 
A estrutura de comando do 2º exército russo desmoronou quando Bagration foi evacuado do campo de batalha. Os reforços expedidos pelo general Barclay de Tolly foram em grande parte dizimados pela artilharia francesa. A linha de defesa entrou em colapso, sendo tomada pela divisão do general Friant, após o meio-dia.

## Reduto Raevsky
Enquanto isso as tropas do príncipe Eugênio de Beauharnais tomavam a vila de Borodino, após intensos combates e dirigiam-se ao grande reduto, quando sofreram um contra-ataque pelas forças russas, sendo enviada a divisão do general Delzons para cobrir o recuo e impedir a retomada da vila de Borodino pelos russos.
As demais divisões do exército de Bauharnais haviam cruzado o rio Kolocha e empurrado os russos de volta ao Reduto Raevsky. As divisões de Broussier e Morand atacaram com pesado apoio da artilharia e chegaram a tomar o reduto, porém foram desalojadas por um contra-ataque russo liderado por Barclay de Tolly, com apoio da reserva de artilharia móvel enviada pelo general Mikhail Kutuzov, sob comando do general Yermolov. Durante estes combates foi morto o major-general Aleksandr Kutaysov, comandante de artilharia do 1º exército russo.
A artilharia do 4º exército de Bauharnais continuou a bombardear colunas de apoio russas, enquanto Ney e Davout montaram um fogo cruzado com artilharia posicionada nas alturas de Semenovskaya. 

## Incursão da Cavalaria Cossaca
Ainda pela manhã, por volta das sete e trinta, uma patrulha do regimento da cavalaria cossaca havia descoberto um vau do rio Kolocha ao norte na extremidade da ala direita das posições russas. O general Platov, comandante da brigada vislumbrou a oportunidade de contornar o flanco esquerdo do 4º exército francês e alcançar a retaguarda inimiga. 
Enviou um ajudante de ordens para solicitar permissão ao general Mikhail Kutuzov  para tal operação, o qual encontrou-se no caminho com o general Von Toll, assistente de Kutuzov, o qual sugeriu que o 1º Corpo de Cavalaria do general Uvarov fosse adicionado à operação. 
Kutuzov deu sua permissão indiferentemente, visto que não havia um plano ou objetivos estabelecidos, sendo a manobra interpretada como uma “finta”. Partiram assim Platov e Uvarov, com cerca de oito mil cavaleiros, porém sem nenhum apoio de infantaria, alcançando a retaguarda do 4º exército francês por volta do meio-dia, quando seu comandante, príncipe Eugênio de Beauharnais havia acabado de receber ordens para juntar-se ao ataque sobre o Reduto Raevsky.
O súbito aparecimento de grupos da cavalaria inimiga tão próximos ao comboio de abastecimento e da sede do imperador alarmou o alto comando francês, levando o príncipe Eugênio a cancelar imediatamente o seu ataque e mover parte de suas tropas para o oeste, para conter o suposto contra-ataque russo.
Enquanto isso, os dois comandantes da cavalaria russa atacaram a retaguarda da infantaria francesa, mas sendo seus avanços mal coordenados e sem apoio de infantaria, não lograram qualquer sucesso. 
Platov e Uvarov voltaram às suas próprias linhas e a ação foi percebida como um fracasso tanto por Kutuzov como pelo estado-maior russo.
Entretanto, esta incursão revelou-se de extrema importância sobre o resultado da batalha, pois atrasou o ataque do 4º exército ao reduto de Raevski por duas horas cruciais. 
Durante estas duas horas, os russos foram capazes de reavaliar a situação, perceber o terrível estado do 2 º Exército de Bagration e enviar reforços para a linha de frente. Kutuzov  mandou transferir da ala direita para o centro, a 4ª divisão de infantaria do tenente-general Ostermann-Tolstói, e o 2º corpo de cavalaria major-general Korf.
Enquanto isso, o retardo das divisões do príncipe Eugênio deixou o 2º corpo da cavalaria francesa isolado sob o fogo da artilharia russa, o que reduziu a sua eficácia no ataque, tendo o seu próprio comandante, general Montbrun, morrido após ser atingido por uma bala de canhão.  
A incursão da cavalaria cossaca pode ter contribuído ainda para que Napoleão ponderasse sobre não lançar a Guarda Imperial na batalha, pois deixaria de contar com uma preciosa força de reserva para fazer frente a uma eventual manobra de flanco do exército russo.

## Monte Utitsa
A terceira área de operações situava-se em torno da aldeia de Utitsa, no extremo sul das posições russas ao longo da antiga estrada de Smolensk. Considerada como um ponto potencialmente fraco na defesa, estava guarnecida por apenas 23 mil soldados, sob comando do general Nikolai Tutchkov, sendo que parte do efetivo era formado por voluntários sem treinamento militar.
A defesa, porém era favorecida pela densa vegetação da floresta e pelo terreno pantanoso, capaz de oferecer dificuldade às manobras do exército atacante.
As forças de ataque do 5º Exército eram comandadas pelo general Jozef Poniatowski, compostas por 10 mil soldados poloneses bem treinados.
Após uma manobra a leste, para escapar dos terrenos pantanosos, os poloneses fizeram passar o comboio de artilharia, o que lhes permitiu tomar a vila de Utitsa logo nas primeiras horas da manhã. Os russos, porém recuperaram a vila, após um contra-ataque do general Tutchkov.
Napoleão enviou o general Jean-Andoche Junot a frente do 8º regimento de infantaria, composto por soldados de Vestfália, para apoiar o novo ataque, o que permitiu aos franceses retomar a vila, que no entanto havia sido incendiada pelos russos durante sua retirada. 
Os franco-poloneses tentaram desalojar os russos de sua posição sobre o monte Utitsa, porém a defesa havia sido reforçada com chegada da 2ª brigada de infantaria do general Von Baggovut transferida da ala direita. 
O general Tutchkov tentou um novo contra-ataque com uma divisão de granadeiros, mas foi gravemente ferido e morreu três semanas mais tarde. O general Von Baggovut o substituiu no comando. O avanço franco-polonês foi barrado e a frente ficou estabilizada, até o fim da batalha.

## Ataque Final ao Reduto Raevsky
Napoleão renovou o ataque ao reduto Raevsky a partir das catorze e trinta, lançando três divisões do 4º exército do príncipe Eugênio de Beauharnais, respectivamente comandadas pelos generais Broussier, Morand e Gerard, num ataque frontal e maciço, com apoio de dois corpos de reserva da cavalaria sob comando do general Watier e intenso apoio de artilharia. Enquanto isso, o general Thielmann conduzia oito esquadrões da cavalaria polaco-saxã contra as costas do reduto. 
O tenente-general Ostermann-Tolstói, foi ferido por uma bala no ombro, mas permaneceu nas fileiras. O general Barclay de Tolly, que observava a movimentação das tropas do príncipe Eugênio, contra-atacou com a 24ª divisão de infantaria do general Likhachev. 
Neste momento crucial da batalha, Napoleão foi consultado pelos principais oficiais de seu estado maior (Joaquim Murat, Louis-Alexandre Berthier e Michel Ney) quanto a enviar ao campo a guarda imperial, porém recusou tal pedido por considerar temerário arriscar esta valiosa reserva frente a obstinada defesa dos russos, estando tão distante das fronteiras aliadas. 
Após intensos combates corpo a corpo, o reduto Raevsky caiu por volta das dezesseis horas.
A maior parte da 24ª divisão russa morreu em combate, e o general Piotr Likhachev, ferido, foi capturado pelos franceses. A cavalaria francesa perdeu cerca de mil ginetes, entre eles o general Auguste Caulaincourt, comandante do regimento de couraceiros.
A queda do reduto Raevsky custou aos franceses um elevado número de baixas; entretanto, não teve grande significado estratégico, já que as tropas russas conseguiram se mover com sucesso para a retaguarda ao longo das duas horas seguintes, tomando novas posições defensivas, sendo este movimento de retirada coberto pela Guarda Imperial Russa, a qual sofreu também elevadas perdas por conta da pesada artilharia francesa.

## Fim da Batalha
Após inspecionar a linha de frente, Napoleão decidiu que suas tropas extenuadas deveriam retroceder a posição inicial e permanecer no campo, acreditando que os combates seriam retomados no dia seguinte. Ordenou ainda à guarda imperial que protegesse as linhas, enquanto eram removidos os mortos e feridos.
O exército russo igualmente debilitado manteve também suas posições defensivas, e o general Mikhail Kutuzov projetava, à princípio, a continuidade da batalha no dia seguinte; porém, após uma reunião com seu estado maior na aldeia de Fili, confrontado com o grande número de baixas e as dificuldades logísticas que afligiam seus exércitos, ordenou a retirada, abrindo o caminho de Moscou à Grande Armée.
O exército russo retirou-se em duas colunas, à 8 de setembro. Após dois dias de marcha tomou rumo do sul pela estrada de Kaluga, enquanto os regimentos da milícia cossaca seguiram diretamente a Moscou via Ryazan, o que confundiu os observadores franceses; e assegurou uma posição favorável às forças russas durante a retirada francesa, um mês e meio depois, pois obrigou estes a proceder o retorno pela mesma estrada, atravessando cidades e campos já devastados durante a invasão.  

## Desdobramentos
O governador militar de Moscou, conde Fiodor Rostopchin, premido pela retirada russa, ordenou a evacuação da cidade e a abertura das prisões.
As forças napoleônicas adentraram em 14 de setembro, encontrando Moscou abandonada, entregue a saqueadores e incendiários. Permaneceram por cerca de um mês, numa cidade em ruínas, com poucos suprimentos para seus soldados, que dispersos entregavam-se ao ócio e à indisciplina. A possibilidade de um contra-ataque russo tornava-se maior com a passagem do tempo, sem que houvesse perspectivas de um acordo de paz com o czar Alexandre I. 
Diante desta situação, Napoleão não teve outra alternativa senão ordenar a retirada em meados de outubro, na qual seu debilitado exército foi quase inteiramente consumido pela fadiga das longas marchas sob o frio do outono russo, ou pelos constantes embates contra a cavalaria cossaca.
Ocorreram ainda confrontos de menor envergadura, como as batalhas de Tarutino, Maloyaroslavets, e Krasnoi, todas com desfecho favorável ao exército russo. Registrando-se finalmente a Batalha de Berezina, onde o exército francês logrou a travessia deste rio e o retorno a fronteira da Polônia, porém, mais uma vez, ao custo de elevadas perdas.

## Historiografia
A maior parte dos historiadores considera a Batalha de Borodino como uma vitória de Pirro de Napoleão Bonaparte, já que as elevadas perdas sofridas pelo seu exército precipitaram sua derrota na campanha da Rússia, representando para muitos o início de sua queda.
Destaca-se que ambos os lados tiveram seus planos de batalha frustrados, visto que os franceses não conseguiram destruir as forças russas, conforme pretendido, enquanto estes por sua vez, também não lograram evitar a queda de Moscou.
O teórico militar Karl von Clausewitz, célebre por seu tratado “da Guerra”, publicado em 1819, esteve na Batalha de Borodino, onde serviu como coronel no estado maior do 1º exército russo. 
Von Clausewitz a considera uma batalha de desfecho indeciso, já que nenhum dos dois lados obteve êxito na execução de seu plano de ação.  Considera ainda a campanha da Rússia como um exemplo de “guerra total”, onde o esforço de guerra extrapola os aspectos meramente militares, contando com a participação de civis não combatentes e abrangendo a gestão de todos os recursos geográficos, agrícolas, logísticos e tecnológicos disponíveis.
Os historiadores russos do período soviético tendem a dar contornos míticos à descrição da batalha e aos talentos estratégicos do general Kutuzov, seu comandante. 
Embora tivesse inegáveis méritos e contasse com o apreço de grande parte dos seus comandados, Kutuzov não alcançava tal unanimidade entre seus contemporâneos, sendo eventualmente descrito em termos menos lisonjeiros por alguns deles. Muitas críticas foram feitas acerca do posicionamento inicial da artilharia russa, enquanto outros consideram que em momentos cruciais da batalha as decisões tivessem ficado a cargo dos oficiais-generais de seu estado-maior. 
Entretanto, observa-se que sua percepção de conduzir a campanha de modo extremamente prudente, evitando combates que poderiam fragilizar as forças russas, foi o fator determinante na fragorosa derrota imposta aos exércitos napoleônicos.
O conselho de guerra realizado pelo estado maior russo numa cabana na aldeia de Fili, onde decidiu-se pela retirada, não teve ata; sendo conhecidos os fatos com base em memórias posteriores de dois participantes, os generais Raevski e Yermolov. Consta que após acalorados debates Kutuzov acolheu a opção minoritária pela retirada, defendida pelos generais Barclay de Tolly; Ostermann-Tolstói; Raevsky e von Toll. Pronunciaram-se pela continuidade da batalha os generais von Bennigsen, Yermolov, Konovnitsyn, Uvarov e Dokhturov. 
Kutuzov, embora colocasse seu exército em retirada, proclamou vitória dos russos na batalha, tanto nas ordens dirigidas às suas tropas, quanto nos despachos ao czar Alexandre I, pois caso anunciasse uma derrota, seria certamente removido do comando. Note-se que o czar não se deixou iludir pelo anúncio, mas deu a ele a dimensão necessária, permitindo a Kutuzov e àqueles que lhe compartilhavam o ponto de vista, o progresso da estratégia em curso e sua permanência à frente das forças de defesa russa.
Quanto ao lado francês, alguns historiadores consideram que ao recusar a movimentação da guarda imperial, Napoleão teria desperdiçado a oportunidade de destruir completamente o exército russo. Outros ponderam que esse cometimento, ainda que fosse bem sucedido, não seria suficiente para alterar o desfecho da campanha, uma vez que as baixas francesas já haviam consolidado seu elevado número naquele momento da batalha e os russos de qualquer forma ainda teriam tropas de reserva estacionadas em São Petersburgo e no interior do país, além de uma clara vantagem quanto aos aspectos logísticos, já que lutavam em seu próprio território.
Segundo relatos de diversos oficiais-generais, Napoleão encontrava-se indisposto e resfriado no dia da batalha. Alguns deles consideram que ele não teve em Borodino o brilho de estrategista que lhe granjeou a fama em campanhas anteriores.
Embora tenha notoriamente sido a batalha mais sangrenta de sua época, os dados oficiais sobre baixas em ambos os lados carecem de precisão. Uma grande parte dos relatórios militares do exército francês se perdeu durante a retirada.  Nota-se ainda que boa parte das informações disponíveis refletiam o número de mortos e feridos registrados logo após a batalha, sem considerar no entanto que muitos dos feridos vieram à óbito dias ou semanas após; em consequência dos ferimentos recebidos em ação.  
Estima-se que os franceses tiveram cerca de vinte e oito mil baixas, sendo vinte e dois mil feridos e cerca de seis mil mortos, incluindo entre os mortos dez oficiais-generais, sendo três generais de divisão: Auguste-Jean-Gabriel de Caulaincourt , Louis-Pierre Montbrun e Jean Victor Tharreau;  além de sete brigadeiros: Claude Antoine Compère, François Auguste Damas, Léonard Jean Aubry Huard de Saint-Aubin, Jean Pierre Lanabère, Charles Stanislas Marion, Louis Auguste Marchand Plauzonne  e Jean Louis Romeuf.
Dentre os russos estima-se o total de baixas em torno de quarenta e quatro mil entre mortos e feridos, incluindo vinte e dois oficiais generais, destacando-se entre os que morreram, o comandante do 2º exército, príncipe Piotr Bagration; e os generais de divisão Nicolai Tutchkov, Alexander Tutchkov e Alexander Kutaysov.

## Legado
O clássico romance histórico Guerra e Paz, do escritor russo Leon Tolstói, publicado em 1865, é ambientado durante o período das guerras napoleônicas e contém uma minuciosa descrição da Batalha de Borodino, onde tomam parte diversas personagens.
A batalha é também reportada no romance “O Médico Rural” de Honoré de Balzac, publicado em 1833, onde a personagem Goguelat, um ex-soldado de Napolão, rememora os momentos mais cruéis da luta pelo reduto Raevsky.
O poeta Mikhail Lermontov romantizou a batalha em seu poema “Borodino”, publicado em 1837.
A batalha também foi retratada na “Abertura Solene 1812”, peça para orquestra e coral composta por Piotr Ilitch Tchaikovsky; apresentada na abertura da Exposição Geral das Artes realizada em Moscou em 1882. A obra foi comissionada a Tchaikovsky pelo diretor dos concertos da Sociedade Imperial Russa, Nikolai Rubinstein. 
Embora não gostasse desse tipo de encomenda, Tchaikovsky a aceitou e elaborou uma obra que celebrava simultaneamente os setenta anos da vitória russa sobre Napoleão e o primeiro aniversário da coroação do czar Alexandre III.
Um enorme panorama representando a batalha foi pintado por Franz Roubaud para marcar o centenário da Batalha de Borodino. A pintura foi transladada em 1962 para um memorial no Monte de Poklonnaya em Moscou, em comemoração ao sesquicentenário da batalha.
Em 1987, o governo da extinta União Soviética lançou a moeda comemorativa de 1 rublo para celebrar o 175º aniversário da Batalha de Borodino. Foram cunhadas quatro milhões de unidades. 
Na Rússia, a Batalha de Borodino é encenada anualmente no primeiro domingo de setembro, no próprio campo de batalha, onde as “Flechas de Bagration” foram preservadas e um modesto monumento foi construído em homenagem aos soldados franceses mortos na batalha. Há também restos de trincheiras da “batalha de sete dias” travada no mesmo campo em 1941; onde enfrentaram-se as forças soviéticas e alemãs, no âmbito das investidas alemãs sobre Moscou.  